# Ніколас Вадада
Ніколас Вадада (англ. Nicholas Wadada, нар. 15 серпня 1992, Лугазі) — угандійський футболіст, правий захисник танзанійського клубу «Азам» і національної збірної Уганди.

## Клубна кар'єра
У дорослому футболі дебютував 2011 року виступами за команду «Бунамвая», яка наступного року змінила назву на «Вайперс». Відіграв за рідний клуб сім сезонів, протягом яких двічі ставав чемпіоном Уганди.
2018 року перейшов до лав танзанійського клубу «Азам».

## Виступи за збірну
2012 року дебютував в офіційних матчах у складі національної збірної Уганди.
У складі збірної був учасником Кубка африканських націй 2017 року у Габоні, Кубка африканських націй 2019 року в Єгипті. На обох турнірах виходив на поле по одному разу на групових стадіях.